# فرضیه سه کارکردی
فرضیه سه کارکردی (انگلیسی: Trifunctional hypothesis) در جامعه پیش از تاریخ پروتو-هند-اروپایی یک ایدئولوژی سه جانبه ("idéologie tripartite") را فرض می‌کند که در وجود سه طبقه یا کاست - روحانی، سلحشور و عوام (کشاورزان یا تاجران) - منعکس شده‌است و به ترتیب سه کارکرد مقدس، رزمی رزمی و اقتصادی داشتند. این تز سه کارکردی عمدتاً با اسطوره‌نویس فرانسوی ژرژ دومزیل مرتبط است که آن را در سال ۱۹۲۹ در کتاب فلامن-برهمن و بعداً در میترا-وارونا (هندواروپایی) آن را مطرح کرد.

## تقسیم سه طرفه
به گفته ژرژ دومزیل (۱۸۹۸–۱۹۸۶)، جامعه اولیه هند و اروپایی دارای سه گروه اصلی بود که مربوط به سه کارکرد متمایز بود:
- حاکمیت که به دو بخش فرعی متمایز و مکمل تقسیم می‌شود:
  - یکی رسمی، حقوقی و کاهنی اما دنیوی؛
  - دیگر حاکم، کشیشی اما ریشه در دنیای ماوراء طبیعی دارد.
- نیروی نظامی، مرتبط با زور، نظامی و جنگ.
- کشاورزی، دامداری، کشاورزی و صنعت‌گری; توسط دو نفر دیگر اداره می‌شود.

در دین نیاهندواروپایی، هر گروه اجتماعی الوهیت یا خانواده خدایان خود را برای نشان دادن آن داشت و کارکرد خدا یا خدایان با کارکرد گروه مطابقت داشت. بسیاری از این تقسیم‌بندی‌ها در تاریخ جوامع هند و اروپایی رخ می‌دهد:
- جنوب روسیه: برنارد سرجنت خانواده زبان‌های هندواروپایی را با فرهنگ‌های باستان‌شناسی خاص در جنوب روسیه مرتبط می‌کند و دین نیاهندواروپایی را بر اساس کارکردهای سه‌جانبه بازسازی می‌کند.
- اساطیر نورث: اودین (حاکمیت)، تیر (اسطوره) (قانون و عدالت)، ونیر (باروری).
- یونان کلاسیک: سه بخش جامعه ایدئال که توسط سقراط در جمهور افلاطون توصیف شده‌است. برنارد سرجنت فرضیه سه کارکردی را در شعر یونانی حماسه، شعر غنایی و دراماتیک بررسی کرد.

- هند: سه کاست هندو، برهمین یا کشیشان. کشاتریا، رزمندگان و نظامیان. و وایشیا کشاورزان و دامداران و تاجران. شودرا، کاست چهارم هندی، دهقان یا رعیت است. محققان بر این باورند که هندواروپایی‌زبان‌ها در عصر برنز وارد هند شده‌اند، که با جمعیت‌های محلی تمدن دره سند مخلوط شده‌اند و احتمالاً یک نظام کاست را ایجاد کرده‌اند.